# Kaili Sirge
Kaili Sirge (* 23. Juli 1983 in Tamsalu) ist eine ehemalige estnische Skilangläuferin.

## Leben und Karriere
Sirge gewann ihren ersten nationalen Meistertitel 2003 im Verfolgungswettbewerb. Diesen Triumph konnte sie ein Jahr später wiederholen. 2004 siegte sie des Weiteren über 30 Kilometer klassisch und in der Staffel. Zu Beginn der Saison 2004/05 startete sie erstmals im Skilanglauf-Weltcup. Sie platzierte sich jedoch meist nur im hinteren Feld. In den Sprintwettbewerben scheiterte sie meist knapp an der Qualifikation für die Finalläufe. Dennoch wurde sie für die Nordischen Skiweltmeisterschaften 2005 in Oberstdorf nominiert. Dort belegte sie im Sprint den 48. Platz, über 10 Kilometer Freistil den 57. Platz und in der Staffel den 13. Platz. In der Saison 2005/06 verbesserte sich Sirge vor allem in den Sprintwettbewerben und verpasste mehrmals knapp den Sprung in die Finalläufe. Sie qualifizierte sich dadurch für die Olympischen Spiele 2006 im italienischen Pragelato. Dort belegte sie den 47. Platz im Sprint und im Teamsprint mit Piret Pormeister den 15. Platz.
Im Januar 2007 gelang Sirge ihr bisher größter Erfolg. Bei der Universiade in Pragelato ersprintete sie hinter Justyna Kowalczyk und Jelena Kolomina die Bronzemedaille. Über 5 Kilometer Freistil belegte sie den zehnten Platz. Bei den Nordischen Skiweltmeisterschaften 2007 im japanischen Sapporo scheiterte sie als 41. jedoch erneut an der Qualifikation im Sprintwettbewerb. Auch zu Beginn der Saison 2007/08 schrammte sie als 31. in Kuusamo knapp an den Finalläufen vorbei. Während der Tour de Ski 2007/2008 jedoch gelang es ihr beim Sprintwettbewerb in Prag erstmals die Qualifikation bei einem Weltcup-Sprint zu überstehen. Allerdings beendete sie die Tour de Ski nicht und konnte somit für ihren 27. Platz keine Weltcuppunkte gewinnen. Dies gelang ihr erst eine Saison später beim Sprintwettbewerb in Düsseldorf. Auf dem Stadtkurs qualifizierte sie sich als 14. für die Finalläufe, schied aber im Viertelfinale aus und belegte den 26. Platz. Dies waren nach dem vorläufigen Rückzug von Kristina Šmigun 2007 die ersten Weltcuppunkte, die eine estnische Läuferin erkämpfen konnte.